# Relativity Space
Relativity Space — американська аерокосмічна компанія-стартап з головним офісом у Лос-Анджелесі, штат Каліфорнії, заснований у 2015 Тімом Еллісом та Джорданом Нуном. Розробляє технології виробництва, ракети-носії та ракетні двигуни для комерційних орбітальних служб запуску.

## Історія
Заснована генеральним директором Тімом Еллісом та технічним директором Джорданом Нуном на ідеї, що існуючі компанії NewSpace недостатньо використовують потенціал виробництва ракет з використанням адитивних технологій (3D-друк).  
Має на меті стати першою компанією, яка успішно вивела на орбіту повністю роздруковану 3D-ракету. 
Компанія Relativity Space оголосила про залучення інвестицій серії D на суму 500 мільйонів доларів США за оцінкою загальної капіталізації 2,3 мільярда доларів США у листопаді 2020 року, в результаті чого загальний обсяг фінансування склав 685,7 мільйона доларів США. Relativity Space фінансується за рахунок Tiger Management, Fidelity Investments, Baillie Gifford, Bond, Tribe Capital, Playground Global, Social Capital, Y Combinator та Mark Cuban. Компанія очікує, що запустить свою першу ракету під назвою Terran 1 восени 2021 року.

## Космічний центр Стенніса
У березні 2018 року космічний апарат відносності підписав 20-річну оренду в Космічному центрі Стенніса в Міссіпі, об'єкті випробувань ракет NASA, для тестування компонентів двигуна та врешті-решт повномасштабного тестування своїх ракетних двигунів Aeon 1.  А в червні 2019 року „Космічний центр Relativity Space” розширив свою роботу з Космічним центром імені Стенніса, включивши ексклюзивне використання 20 000 м2 у будівлі 9101. Relativity Space планує створити 200 робочих місць та інвестувати 59 мільйонів доларів США в Міссісіпі впродовж дев'ятирічної оренди, яка передбачає можливість продовження ще на 10 років.

## Мис Канаверал LC-16
У січні 2019 компанія Relativity Space оголосила, що виграла конкурентний тендерний процес із ВПС США на будівництво та експлуатацію пускового комплексу 16 (LC-16) на Базі ВВС мису Канаверал у Флориді. LC-16 має історичне значення, оскільки раніше його використовували американські військові для запуску балістичних ракет "Титан" і "Першинг". 

## База ВПС Ванденберга 330
У червні 2020, Relativity Space оголосила, що планує створити другий стартовий майданчик на базі ВПС Ванденберг в Каліфорнії для запуску корисних навантаженнь на полярні орбіти і сонячно-синхронні орбіти, в тому числі запуск супутників Iridium, між 2023 і 2030 роками.

## Продукти

### Aeon 1
Ракетний двигун Aeon 1 розроблений для виробництва 15 500 фунтів тяги (68 975 ньютонів сили) на рівні моря і 25 400 фунтів тяги (86 775 ньютонів) у вакуумі. Двигун має компоненти палива рідкий природний газ (LNG) та рідкий кисень (LOX). Він виготовлений із запатентованого 3D-друкованого сплаву. Він надрукований та зібраний менш ніж з 1000 деталей. До березня 2018 року Relativity Space здійснила понад 300 випробувань свого двигуна Aeon 1, використовуючи випробувальний комплекс E-3 у космічному центрі Стенніса НАСА.

### Stargate
Для 3D-друку великих компонентів Relativity Space створила систему на ім'я Stargate, яка, на її думку, є найбільшим у світі 3D-принтером металів. Система заснована на селективному лазерному спіканні, яке використовує лазерні промені для склеювання порошкоподібного металу, шар за шаром, у точні та складні структури, що мають мінімальні з'єднання та деталі. Компанія націлена на 3D-друк принаймні 95% свого носія, включаючи двигуни, до кінця 2020 року. Компанія планує в кінцевому підсумку 3D-друк повної ракети-носія впродовж 60 днів.

### Terran 1
Terran 1 - це одноразова ракета-носій, що розробляється, і буде складатися з двох ступенів. На першій ступені буде використовуватися дев'ять двигунів Aeon 1, тоді як на другій ступені буде використовуватися один двигун Aeon 1. Максимальне корисне навантаження становитиме 1250 кг на низьку опорну орбіту Землі (LEO) до 185 км, нормальне корисне навантаження 900 кг до 500 км. На сонячно-синхронну орбіту (SSO) висотою 1200 км вантажопідйомність складе 700 кг. Ракета не буде використовувати гелій для тиску, але використовуватиме автогенний наддув. Оголошена стартова ціна Relativity Space становила 12 мільйонів доларів за місію Terran 1 у червні 2020 року.